# Sperrstelle Einigen

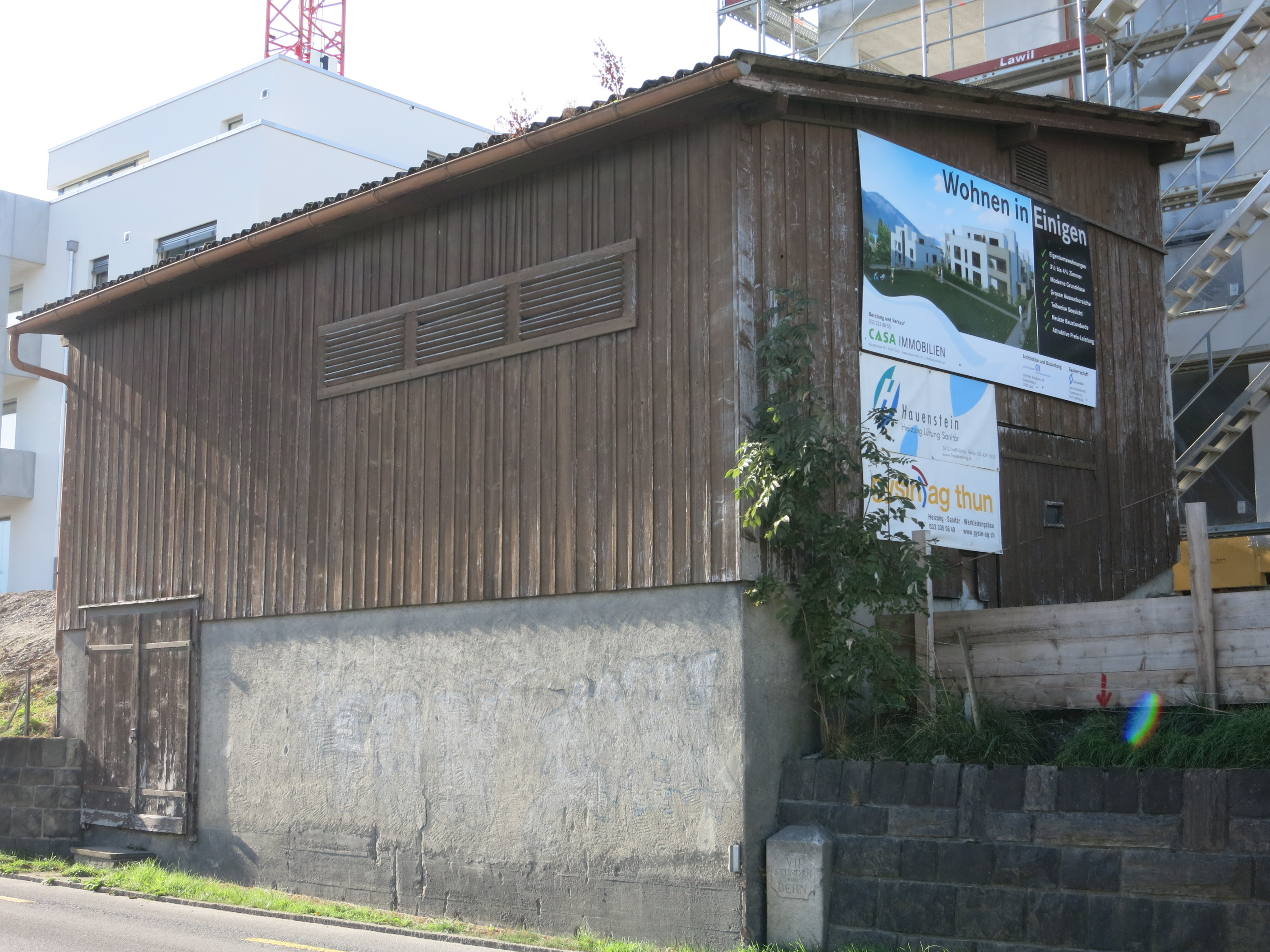
Infanteriebunker Strasse A 2018

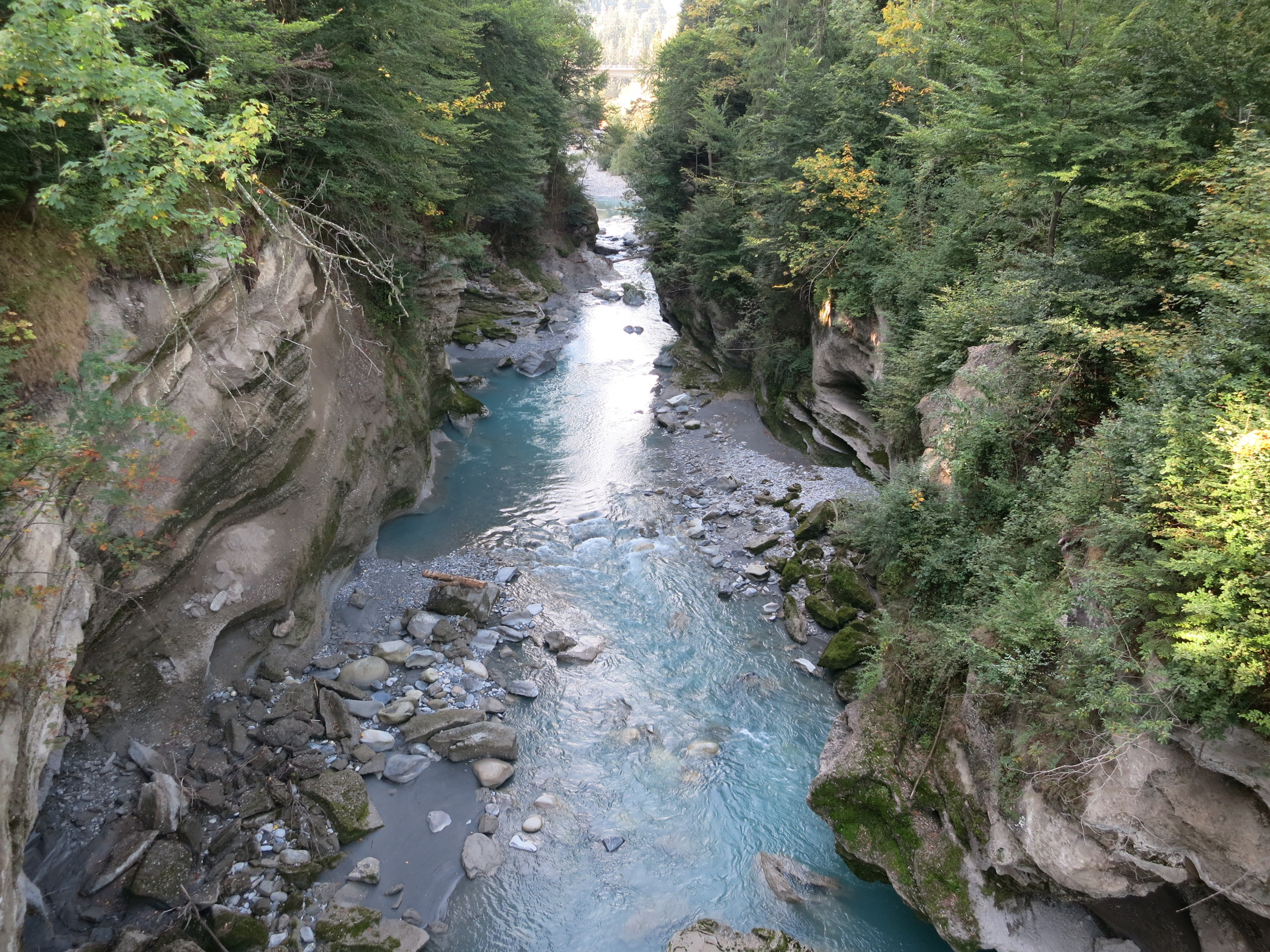
Natürliches Hindernis Kandergraben bei Einigen

Die Sperrstelle Einigen (Armeebezeichnung Nr. 2118) war eine Grenzbefestigung der Schweizer Armee am ehemaligen Reduiteingang. Sie befindet sich in der Ortschaft Einigen an der  Lötschberglinie im Kandertal im Berner Oberland. Die Sperre wurde ab 1940 gebaut, gehörte zum Einsatzraum der 3. Division, ab 1947 der Reduitbrigade 21 und später zum Festungsregiment 3. 
Sie wurde 2002 aus der Geheimhaltung entlassen und gilt als militärhistorisches Denkmal von nationaler Bedeutung.

## Sperrstelle Einigen
Der Anstoss zum Bau der Sperrstelle gab die von General Guisan befohlene neue Armeestellung im Reduit (Operationsbefehle Nr. 11, 12, 13). Die  3. Division (Berner Division) wurde von der Limmatstellung abgezogen und dislozierte vom Fricktal in den neuen Einsatzraum beidseits des Thunersees.
Mit dem Reduit bekam der tiefe Einschnitt des Kandergrabens militärische Bedeutung. Die Kander bildete zwischen dem Thunersee und  Wimmis ab Mitte 1940 die Reduitfront, wobei der Abschnitt des Kandergrabens zwischen den Kanderbrücken und dem Weiler Hani ein grosses natürliches Hindernis darstellte. Der Abschnitt der Kanderstellung umfasste drei Hauptsperren: Einigen, Sattelegg und Auwald. 
Die Sperrstelle Einigen war einer der zentralen Abwehrpunkte der Gruppe Kander (Füsilierbataillon 50) der 3. Division, um einen anrollenden Feind zu stoppen. Sie war die erste Sperre (von Norden) der 3. Division am linken Thunerseeufer. 

Im Juli/August 1940 erliess der General Weisungen für die Kampfführung in den Abwehrstellungen im Reduit: 

„Der Widerstand ist überall durch Zusammenfassung der Mittel auf die Haupteinbruchsachsen in der Tiefe aufzubauen. Die Besatzungen der Werke und Bunker haben bis zur vollständigen Erschöpfung ihrer Mittel an Ort und Stelle zu bleiben, selbst wenn sie umgangen werden und auf sich selbst angewiesen sind. Sie müssen infolgedessen mit allem Notwendigen (Munition, Verpflegung, Wasser) versehen werden, um ausharren zu können.“

Als Sofortmassnahmen wurden im Raum Thunersee drei provisorische Strassensperren (Eichbühl, Einigen-Kanderbrücke und Sattelegg) erstellt. 
Da es nicht genügend 4,7 cm Infanteriekanonen 35/41 L 31 für die Panzerabwehr gab, wurden der 3. Division ab 1940 die gesamte Feldartillerie der 3. und 4. Division mit den 7,5 cm Feldkanonen 03/22 zur Panzerabwehr im Direktschuss zugeteilt. Im November 1940 wurden die 7,5 cm Feldkanonen der Feldartilleriebatterie 20 erstmals im Manöver in Einigen zur Panzerabwehr auf den damals noch provisorischen Stellungen «Terrasse», «Strassenbrücke», «Eisenbahnbrücke» und «Bahn» eingesetzt.

### Bauarbeiten
Im August 1940 begannen über 500 Mann mit den Schanzarbeiten an offenen Kampfstellungen (Maschinengewehr- und Minenwerferstellungen, Infanteriekanonen wurden mit Sandsäcken geschützt) und Grabensystemen. Schwere Strassensperren, Steckbarrikaden an den Kanderbrücken und «Toblerone»-Betonhöcker am Kanderufer wurden durch zivile Unternehmer ausgeführt. Im September 1940 wurde mit der Verlängerung des «Duttweiler-Kanals» als 18 m breiter Tankgraben begonnen.
1941 wurden die Tankmauern entlang der Bahn und vom Bahntrassee an den See sowie der Querdamm und die Bahnsperre gebaut. Aufgrund der Kriegserfahrungen wurde das Dispositiv angepasst, die vordersten Feldstellungen nur schwach zu besetzen und grosse Reserven für Gegenstösse in der Tiefe zu konzentrieren. Die Truppe begann im Vierschichtbetrieb mit Benzin- und Karbidlampen permanente Befestigungsbauten (Infanteriekanonenbunker, Feuerstände, Sturmtruppunterstände) in Beton zu erstellen. Das Betonieren eines Röhrenbunkers dauerte 20–30 Stunden. Im Februar 1943 konnten fünf Feuerstände mit Maschinengewehr, Beobachter, Leichtes Maschinengewehr (Bahnbrücke, Holeeweg, Station, Kanderschlucht, Waldegg) dem Festungswachtkorps übergeben werden.
1945 wurden Infanteriehindernisse und Stahlseile zwischen den Höckern beseitigt. Während des Kalten Krieges wurden die Werke (Werkkompanie 10) in Einigen durch die Kompanie II/136 besetzt. Im Kalten Krieg wurden die fünf Infanteriebunker und zwei auf 9 cm Panzerabwehrkanonen umgerüstete ehemalige Feldkanonenstände (Strasse und Terrasse) betrieben. 
2005 wurde der zweistöckige, als Ferienhaus getarnte Maschinengewehrbunker «Julia» (Armeebezeichnung A 2015) neben dem Schulhaus Roggern abgebrochen, obwohl er im Bundesinventar als erhaltenswert eingestuft war. 

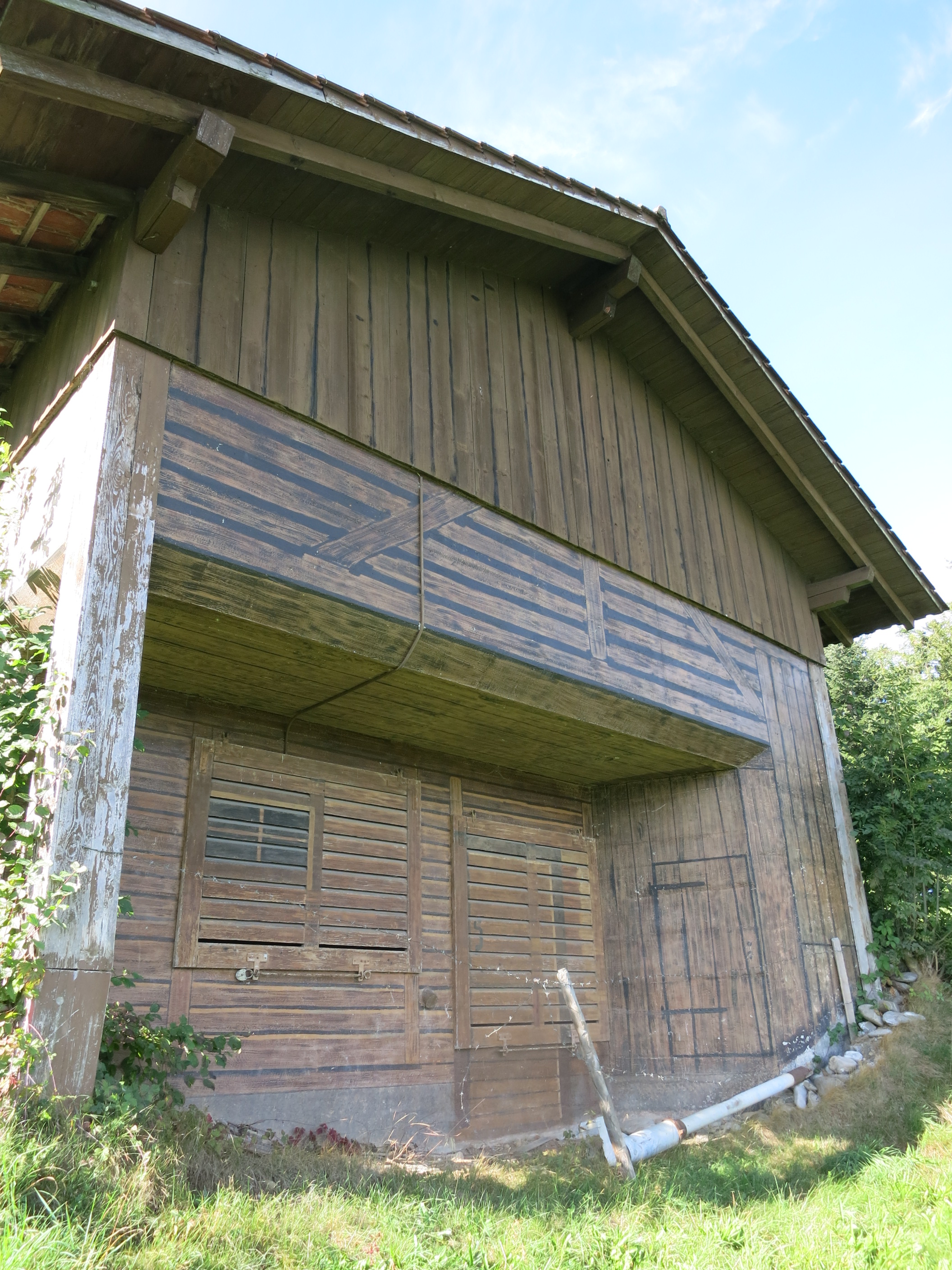
Infanteriebunker Schlucht A 2023
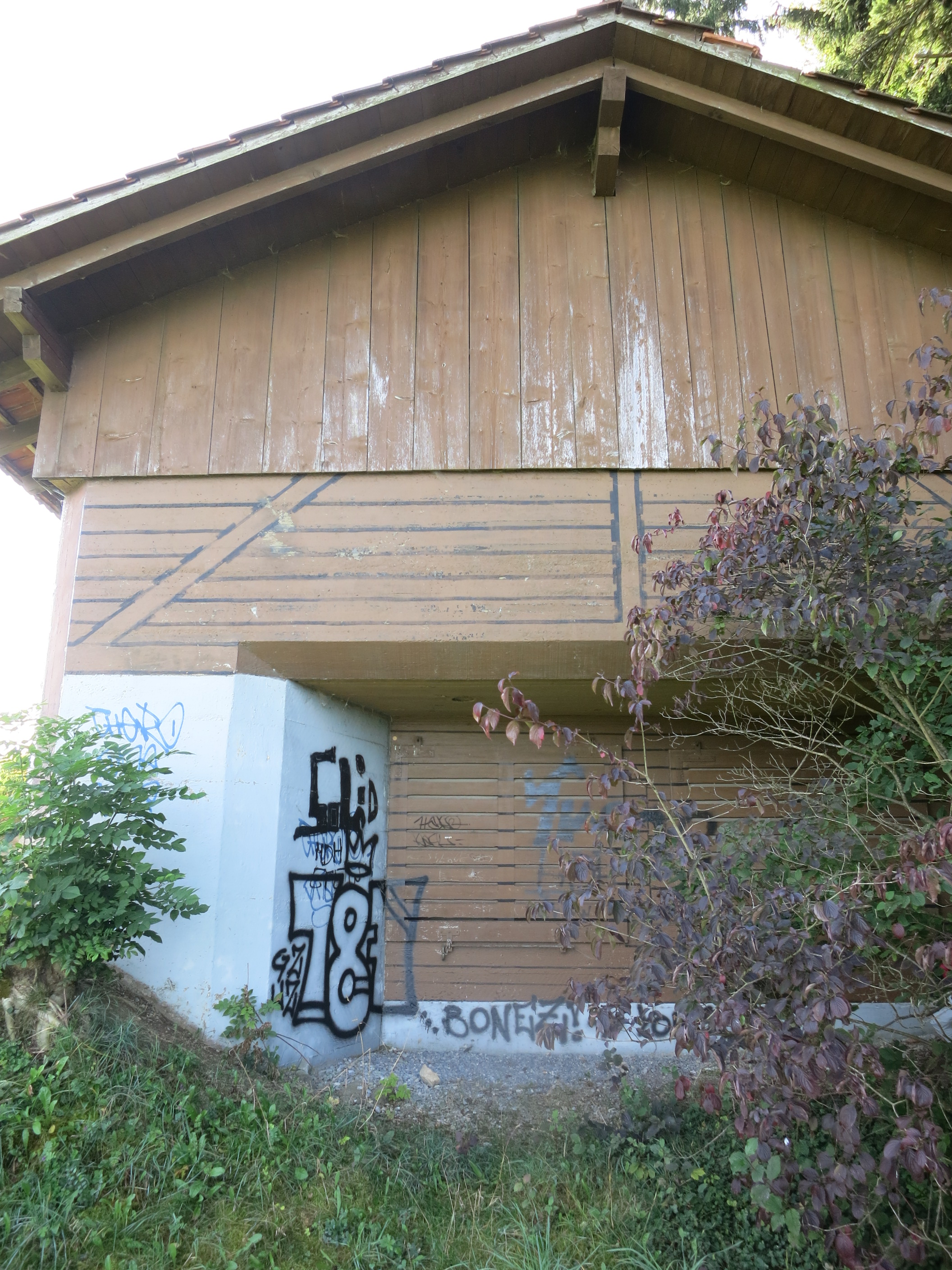
Infanteriebunker Waldegg A 2020
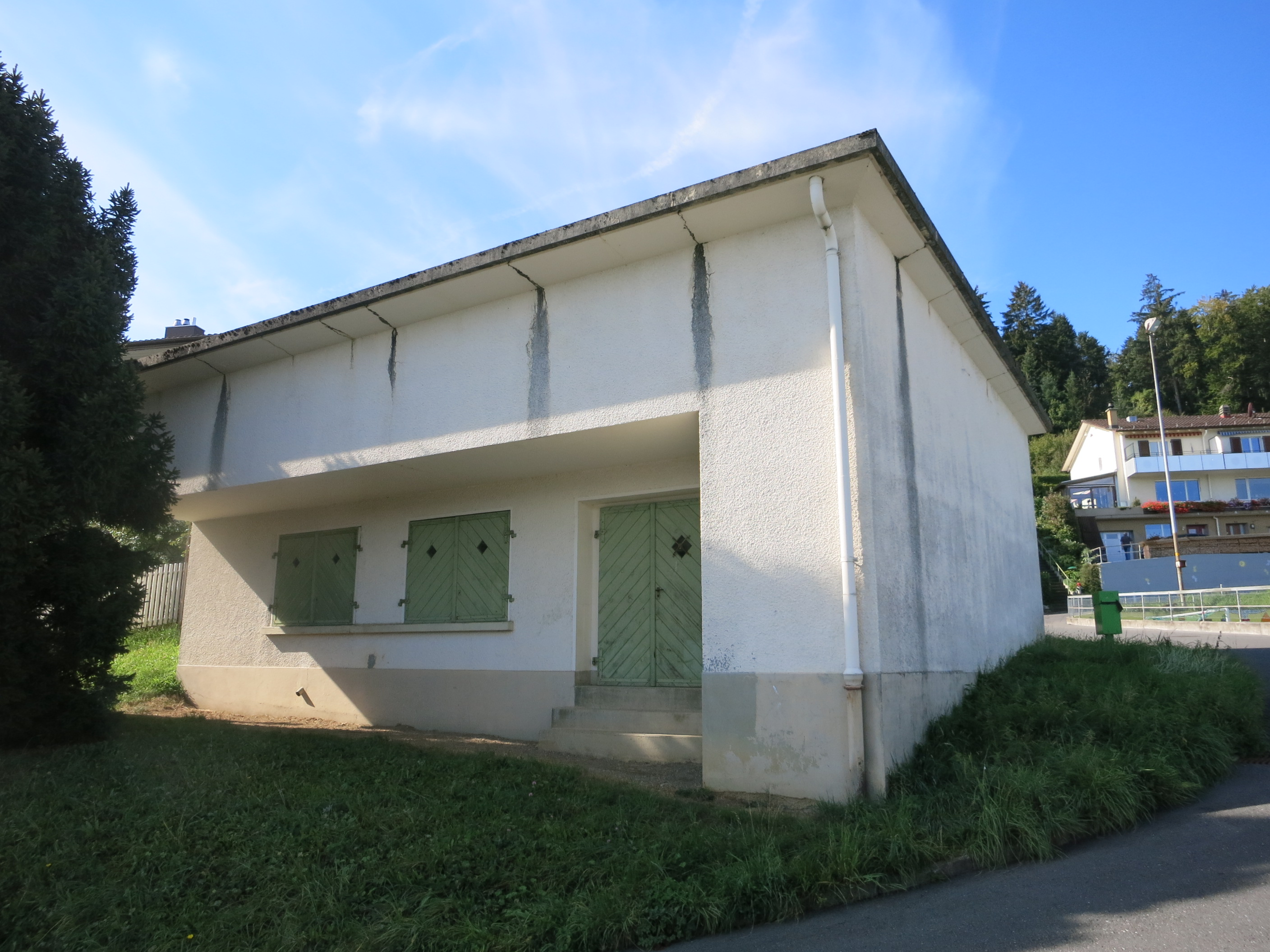
Infanteriebunker Terrasse A 2011
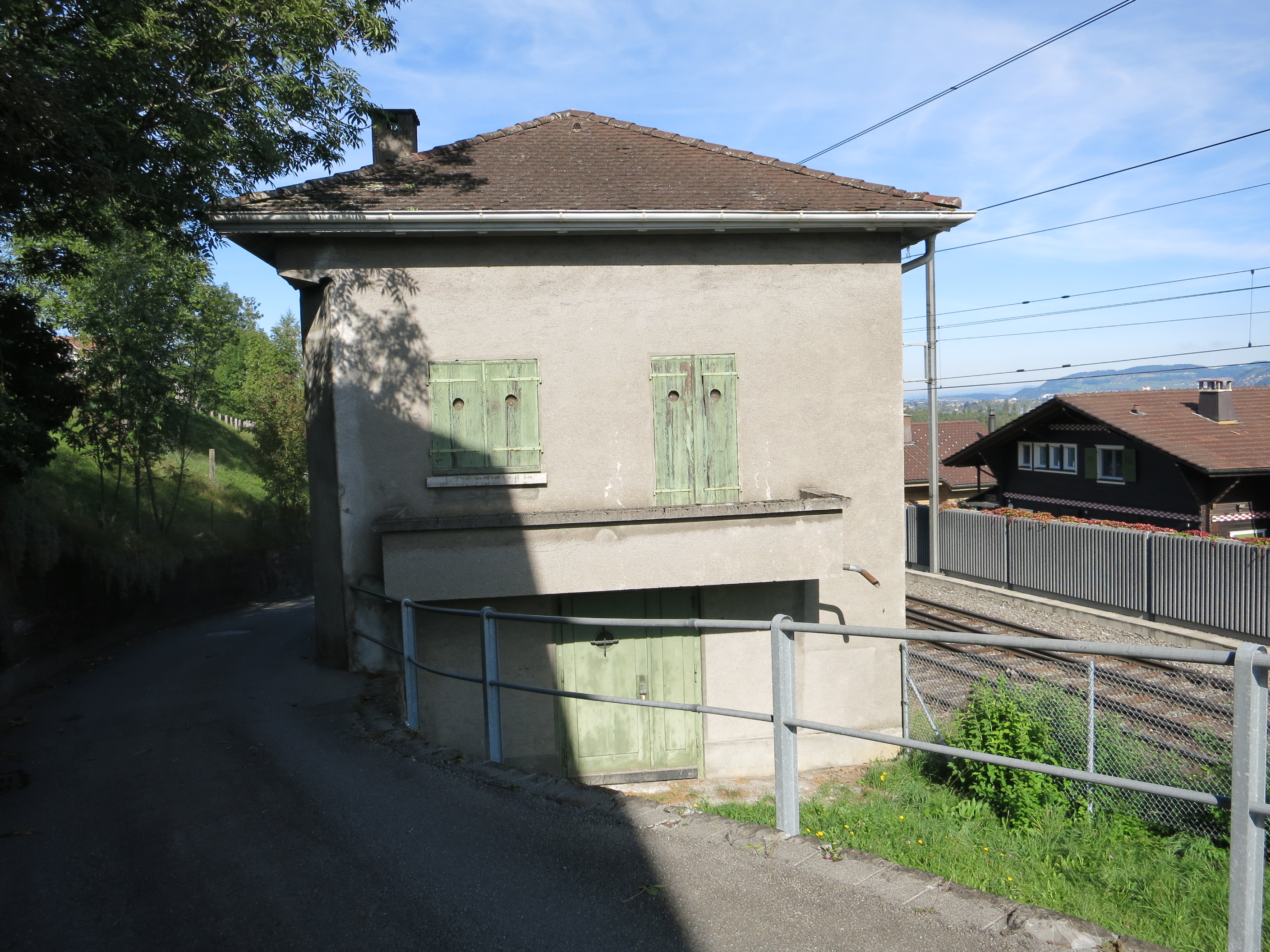
Infanteriebunker Bahn A 2010
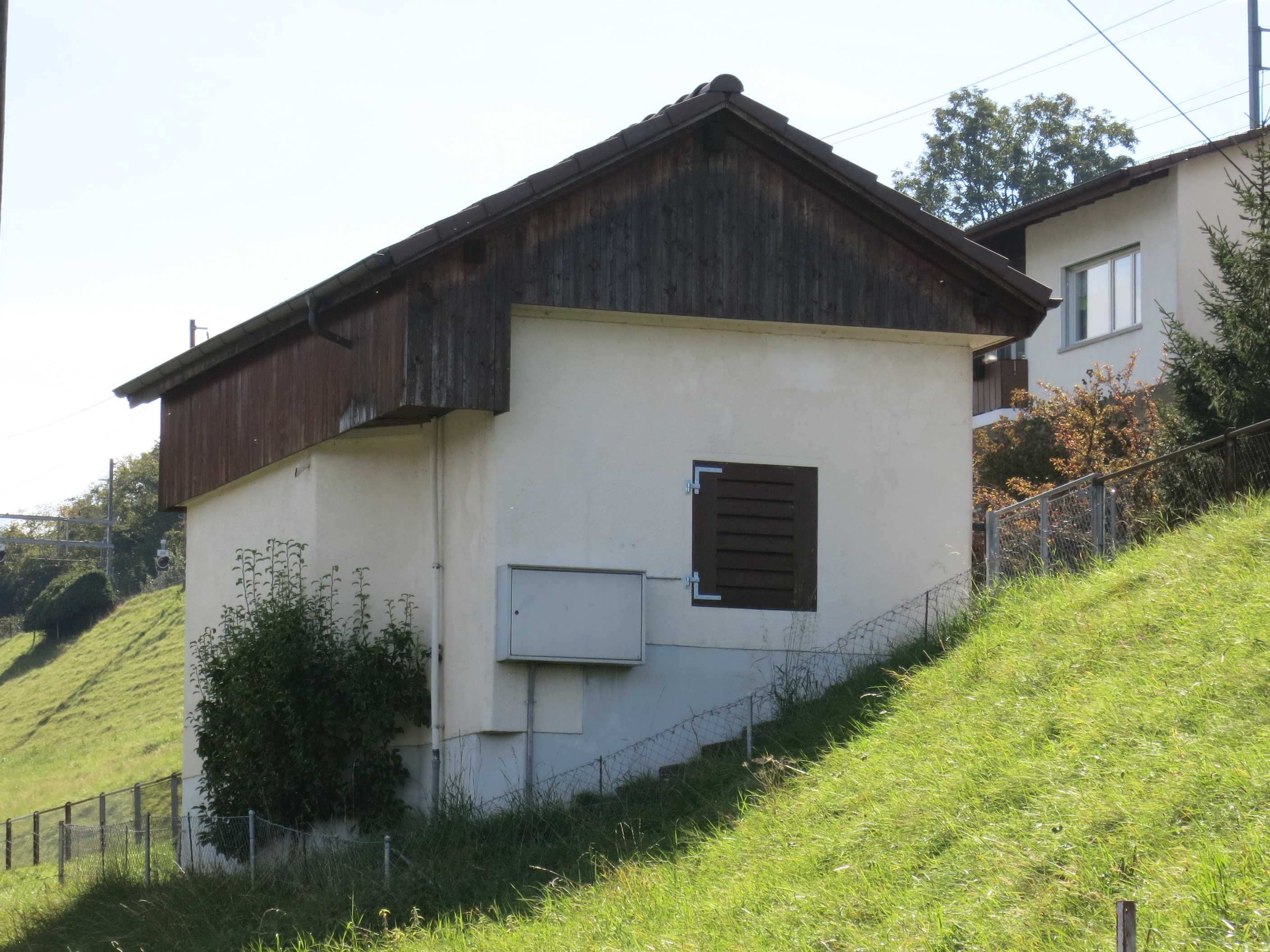
Infanteriekanonenschild Hauptstrasse A 2017

### Anlagen Sperrstelle Einigen
Zur Sperrstelle Einigen gehörten 36 Objekte: ein grosses Geländepanzerhindernis, zahlreiche Bunker mit unterschiedlicher Tarnung, seltene 7,5 cm Tankabwehrgeschützstände und spezielle Stosstruppunterstände (Auswald):
- T 1180 Panzergraben (heute fast vollständig eingedeckt), Toblerone Höcker (gegenüberliegende Kanderseite, teilweise im Schlamm), Panzermauern  ⊙
- T 1180.09 Barrikade ⊙, T 1181 Barrikade Strasse, T 1182 Barrikade Bahn ⊙
- Barrikademagazine ⊙ ⊙
- A 2008 Feldkanonenschild Einigen Hauptstrasse I, Ost (Eingangs Spiez)
- A 2009 Feldkanonenschild Einigen Hauptstrasse VIII, West ⊙
- A 2010 Infanteriebunker Einigen Bahn: Feldkanone (FK), später Pak (9 cm Panzerabwehrkanone) ⊙
- A 2011 Infanteriebunker Einigen Terrasse (FK, später Pak) ⊙
- A 2012 Unterstand Strandweg Ost ⊙
- A 2013 Infanteriebunker Kanderdelta/Kanderdamm III ⊙
- A 2014 Infanteriekanonenschild Kanderkies II (Areal Creabeton, abgebrochen)
- A 2015 Infanteriebunker Schulhaus «Julia»: Maschinengewehr (Mg), 2005 abgebrochen ⊙
- A 2016 Unterstand Strandweg West ⊙
- A 2017 Infanteriekanonenschild Einigen Strasse I ⊙
- A 2018 Infanteriebunker Einigen Strasse: FK, später Pak ⊙
- A 2019 Infanteriebunker Einigen Holeeweg: Mg ⊙
- A 2020 Infanteriebunker Einigen Waldeck: Mg ⊙
- A 2021 Infanteriebunker Einigen Bahnbrücke: Infanteriekanone (Ik), später Pak/Mg ⊙
- A 2022 Unterstand Holeeweg ⊙
- A 2023 Infanteriebunker Einigen Kanderschlucht: Mg ⊙
- A 2024 Unterstand Tierfeld (Wald Gesige ob Einigen) ⊙
- A 2025 Feldkanonen-Bunker Kanderterrasse	⊙
- Sprengobjekte (SprO) M 2798, 2799, 2800, 2805 ⊙⊙

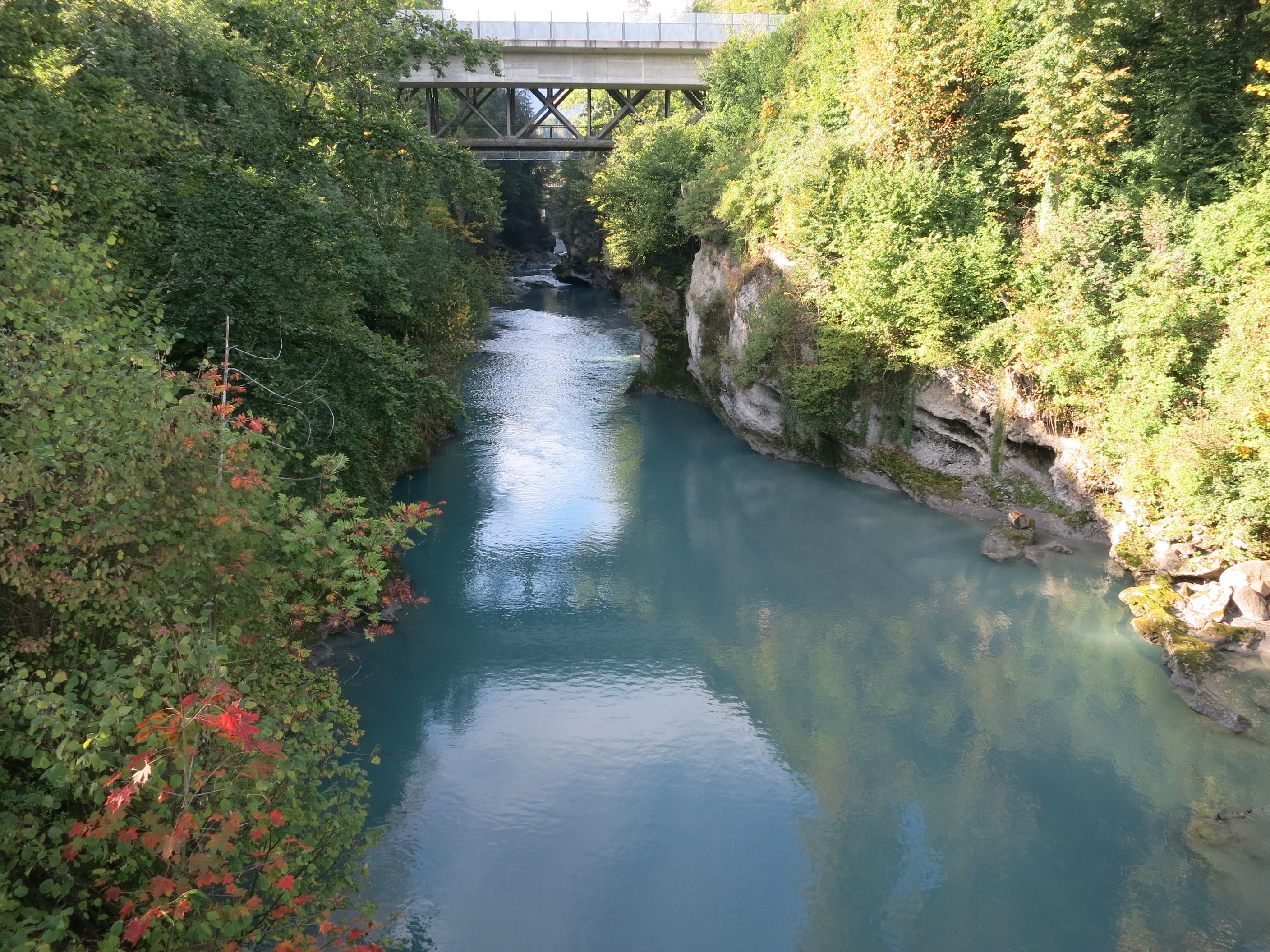
Sprengobjekte Strassen- und Eisenbahnbrücke
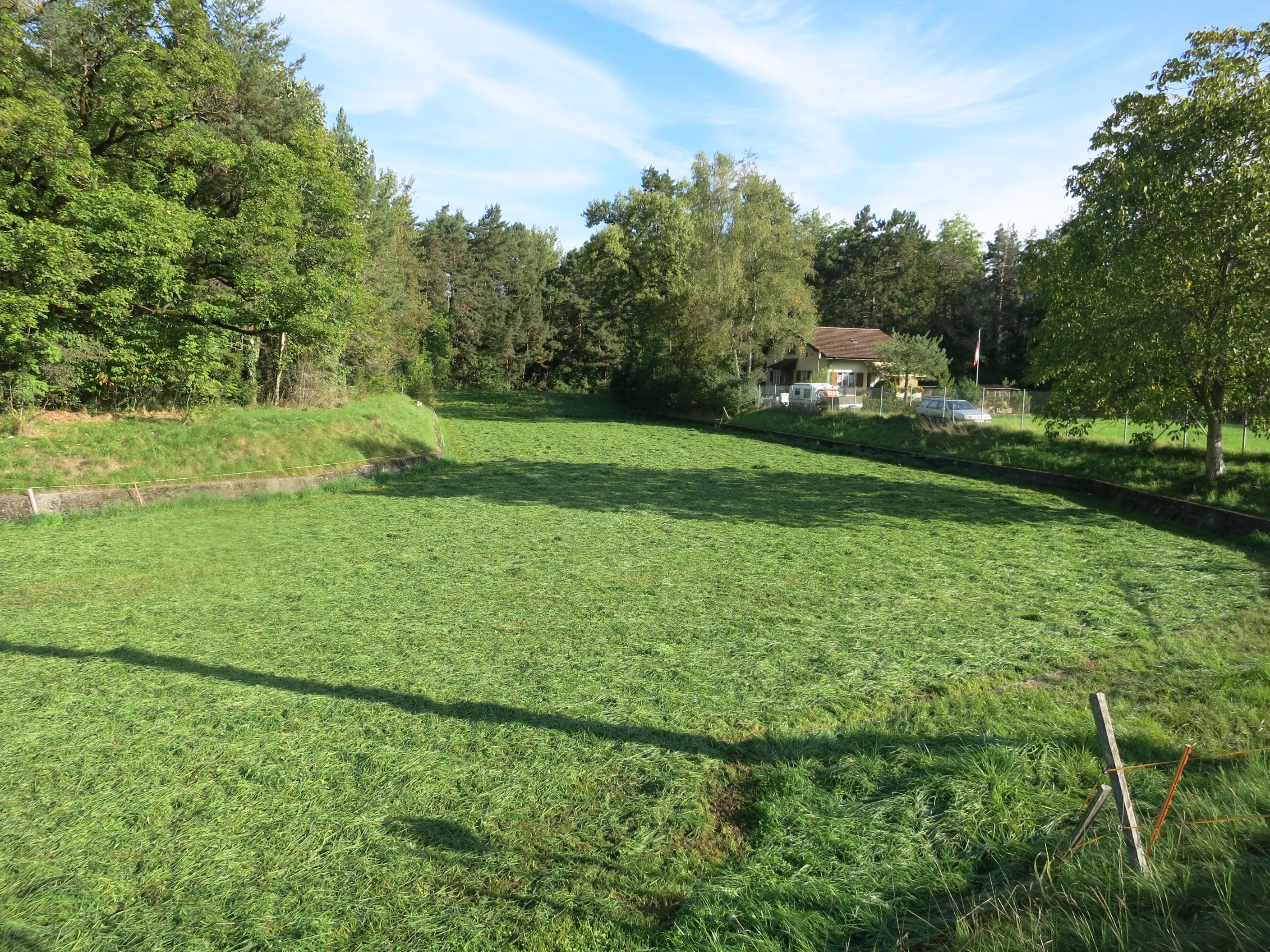
Panzergraben T 1180
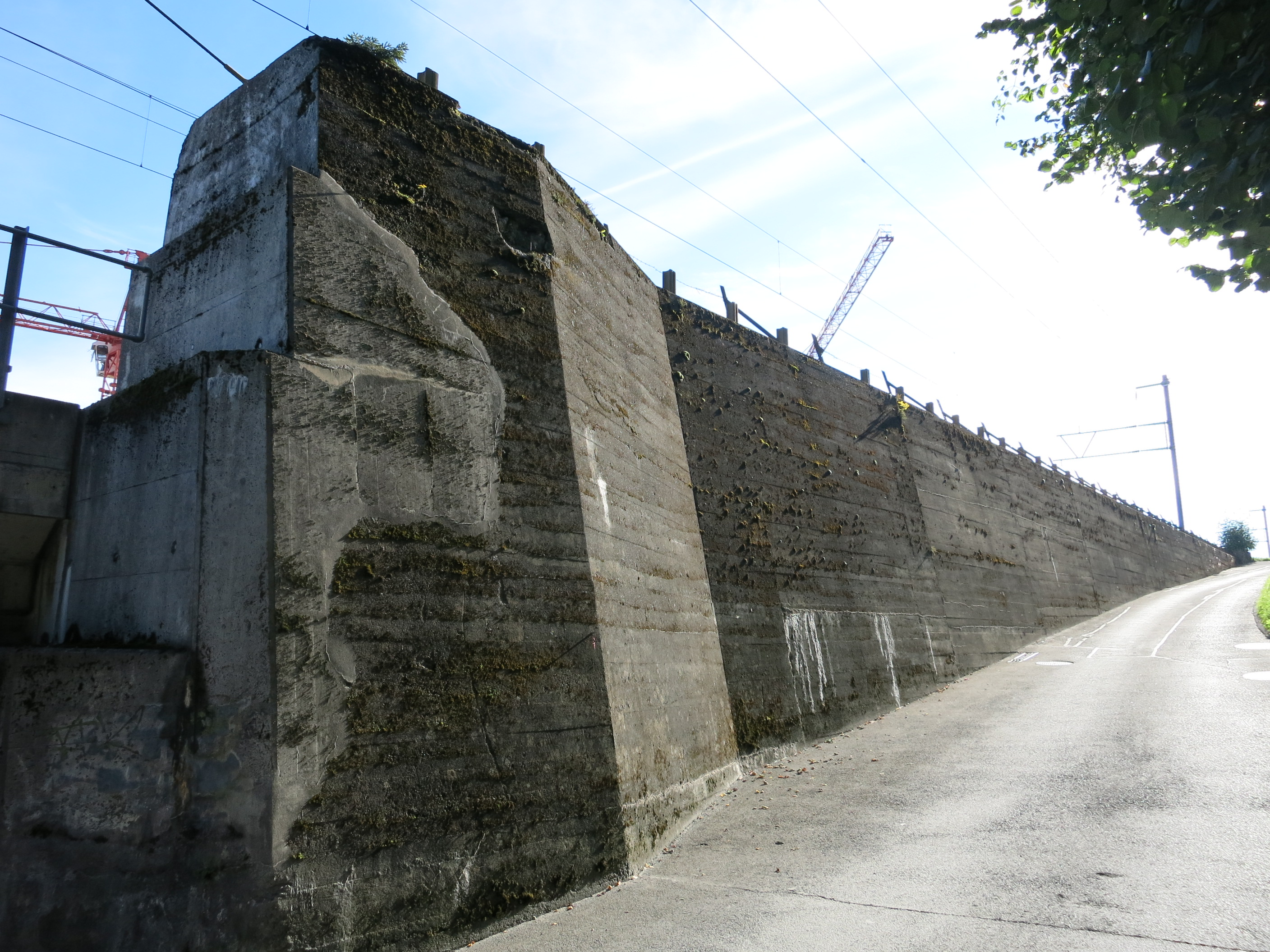
Tankmauer Höhenstrasse
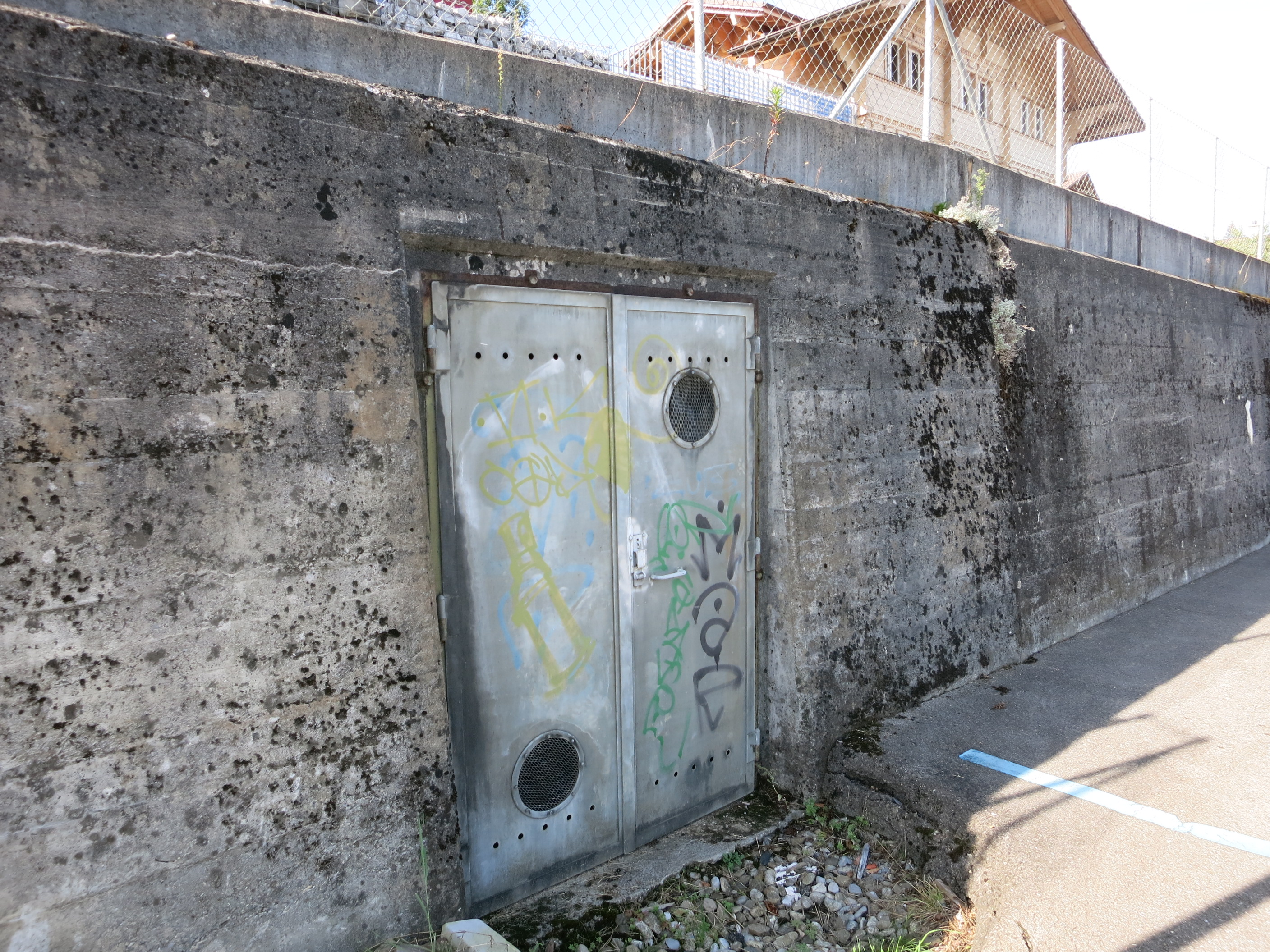
Barrikadendepot
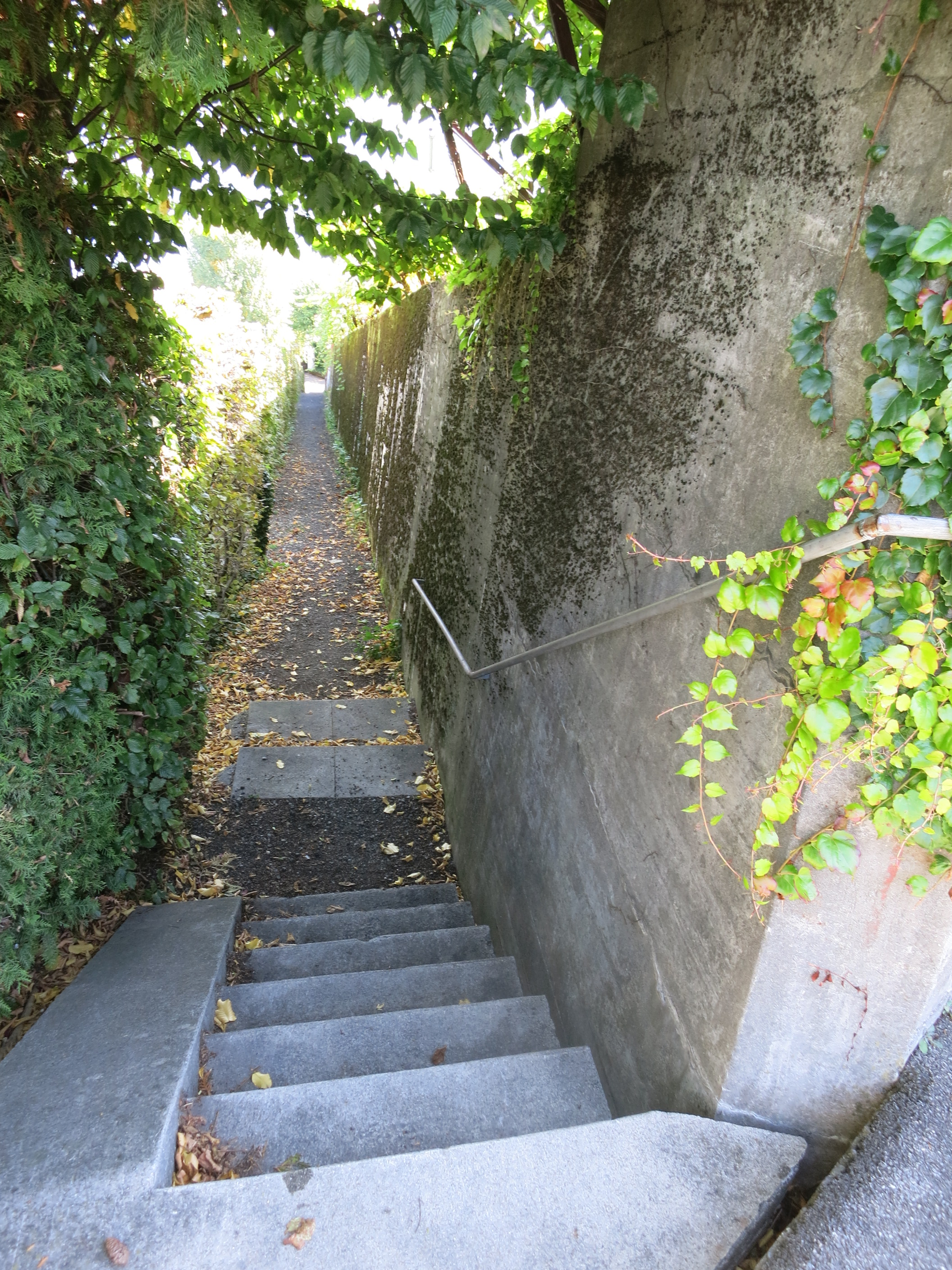
Tankmauer See

## Sperrstelle Auwald
Die Sperrstelle Auwald beginnt mit dem Infanteriebunker im Hani/Reutigen. Die Bunker liegen auf der rechten Flussseite entlang des Ufers oder im Wald und teilweise auf dem Gelände der früheren Pulverfabrik Wimmis (heute Nitrochemie) und sind deshalb nicht zugänglich.
- Infanteriebunker Auwald I, F42 A 2030	⊙
- Infanteriebunker Auwald II, F43 A 2031 ⊙
- Infanteriebunker Auwald III, F44 A 2032 ⊙
- Infanteriebunker Auwald IV, F45 A 2033 ⊙
- Unterstand Auwald 1a A 2034 ⊙
- Unterstand Auwald 2a A 2035 ⊙
- Unterstand Auwald 3a A 2036 ⊙
- Unterstand Auwald 3b A 2037 ⊙
- Unterstand Auwald 4a A 2038 ⊙
- Unterstand Auwald 4b A 2039 ⊙
- Infanteriebunker Auwald V, F46 A 2040	⊙
- Unterstand Auwald 5a 2 2041 ⊙
- Infanteriebunker Auwald VI, F47 A 2042 ⊙

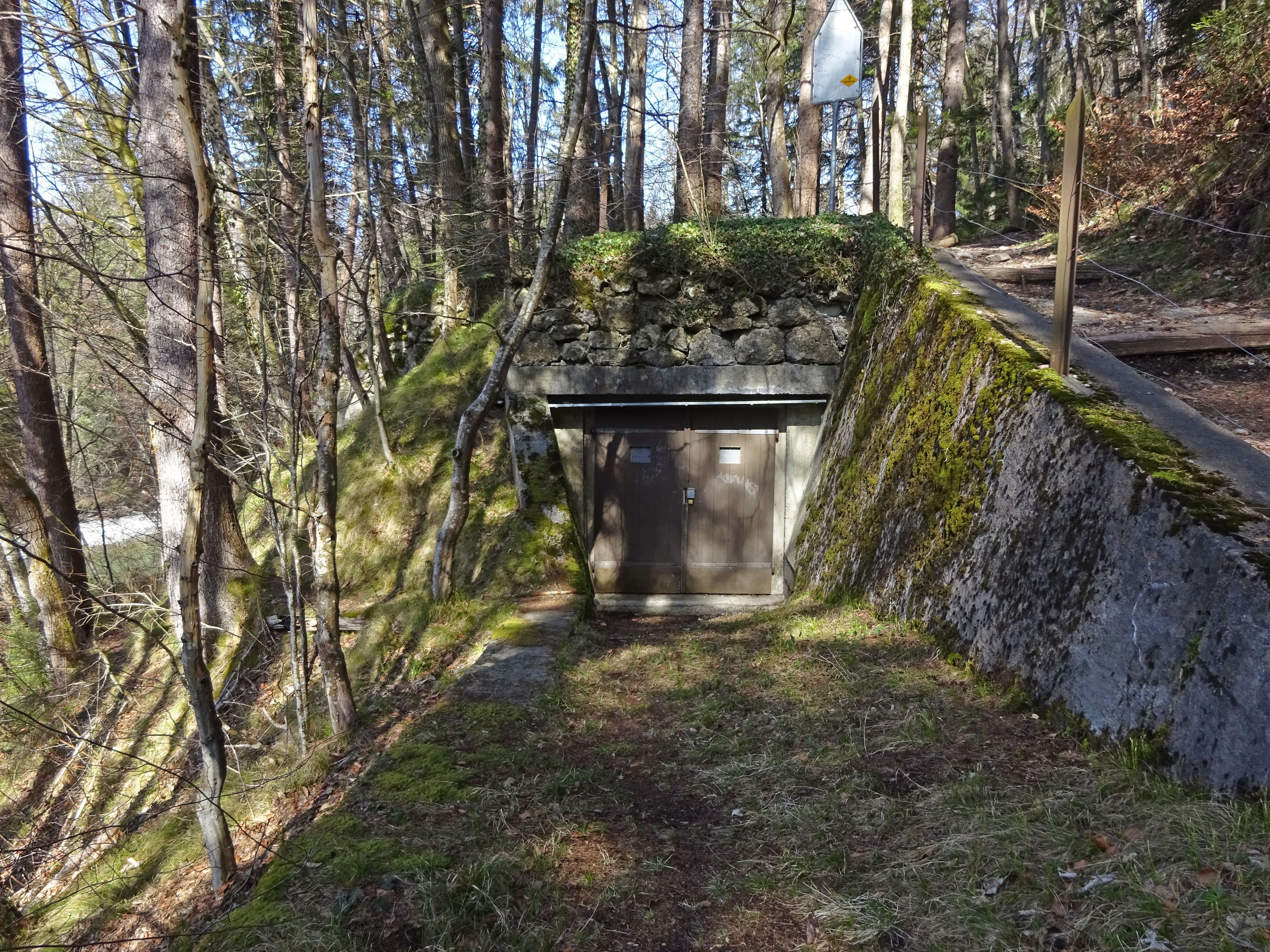
Feldkanonenbunker Kanderterrasse A 2025
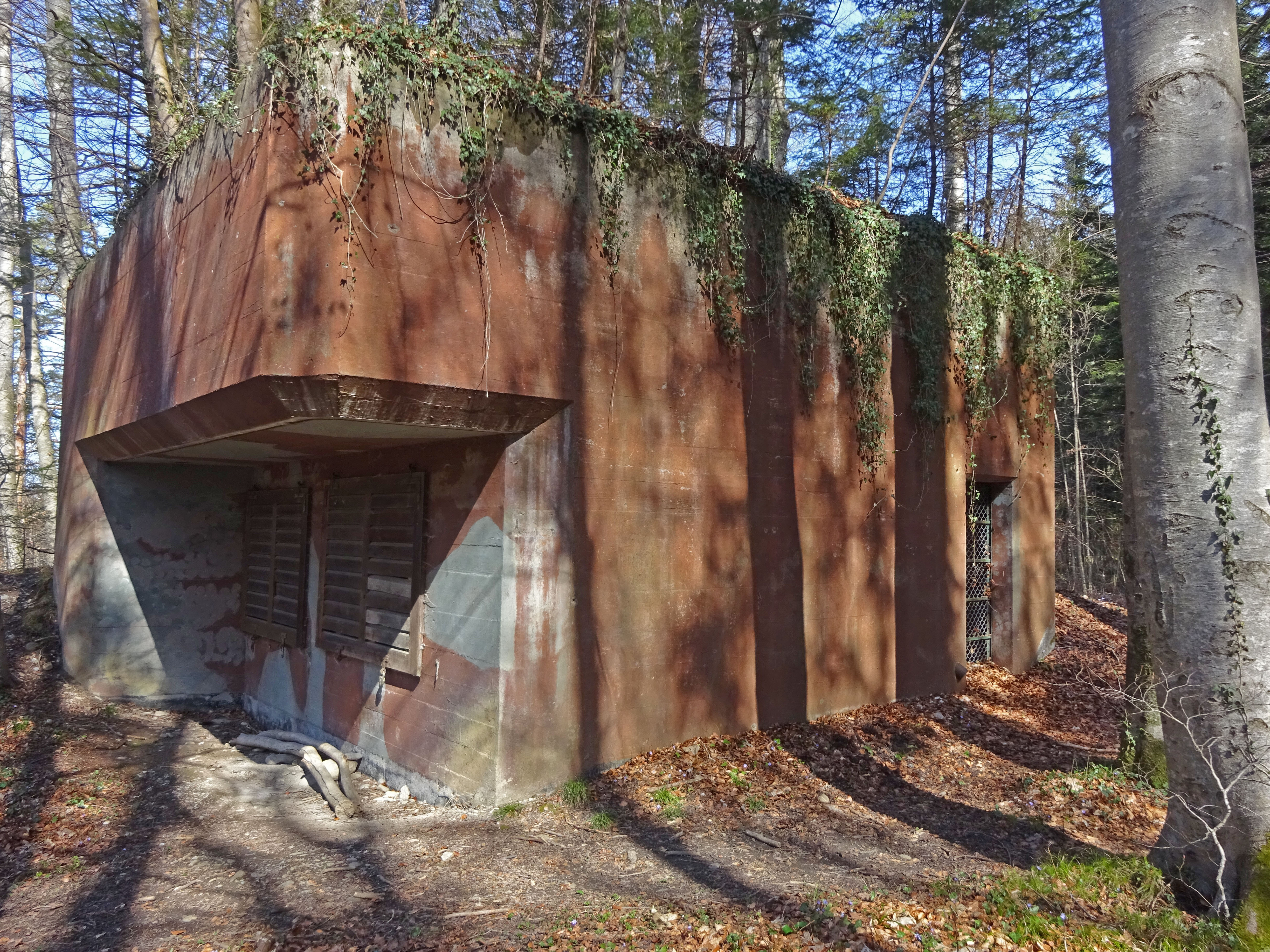
Infanteriebunker Auwald II A 2031
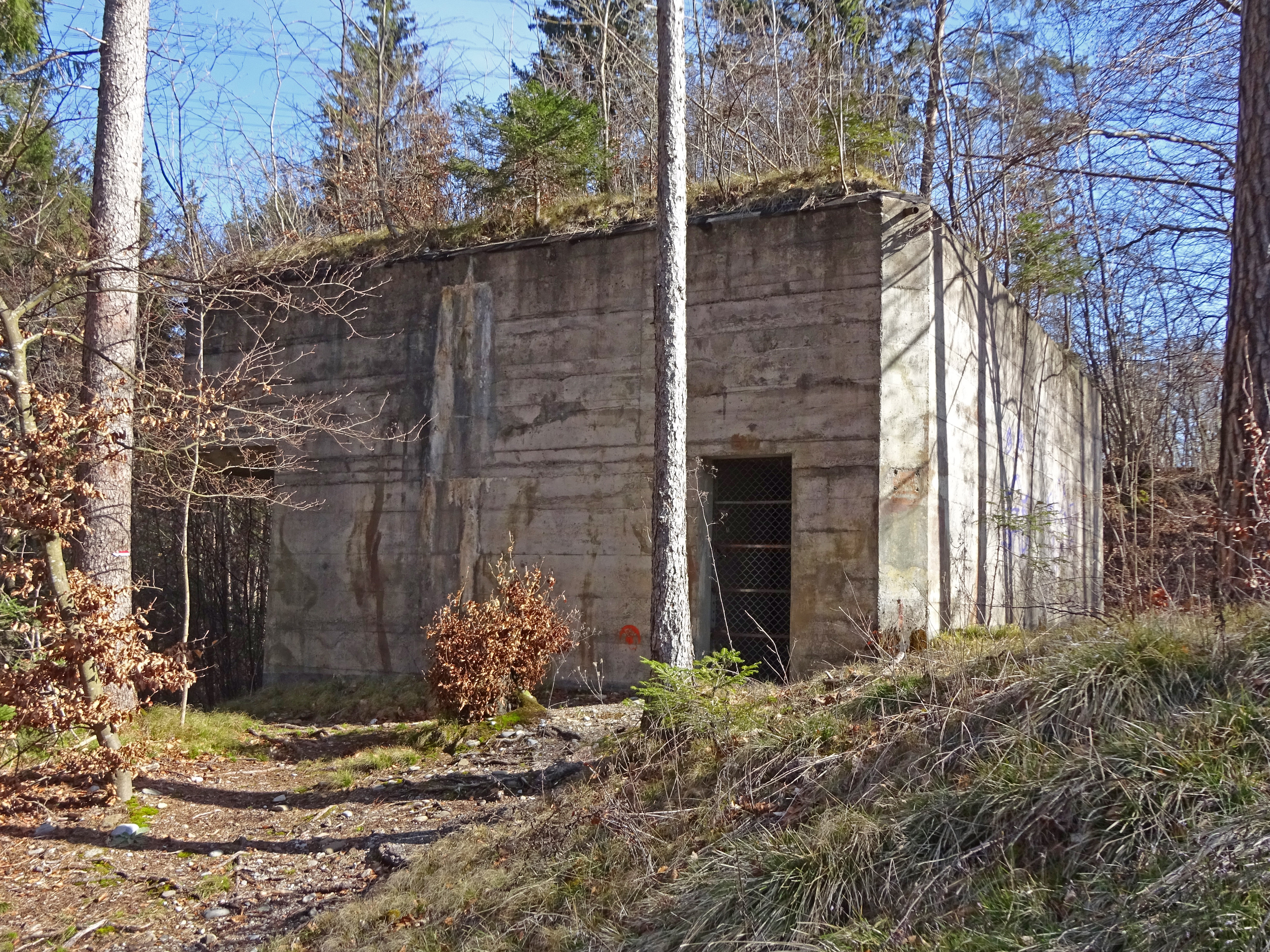
Infanteriebunker Auwald VI A 2042
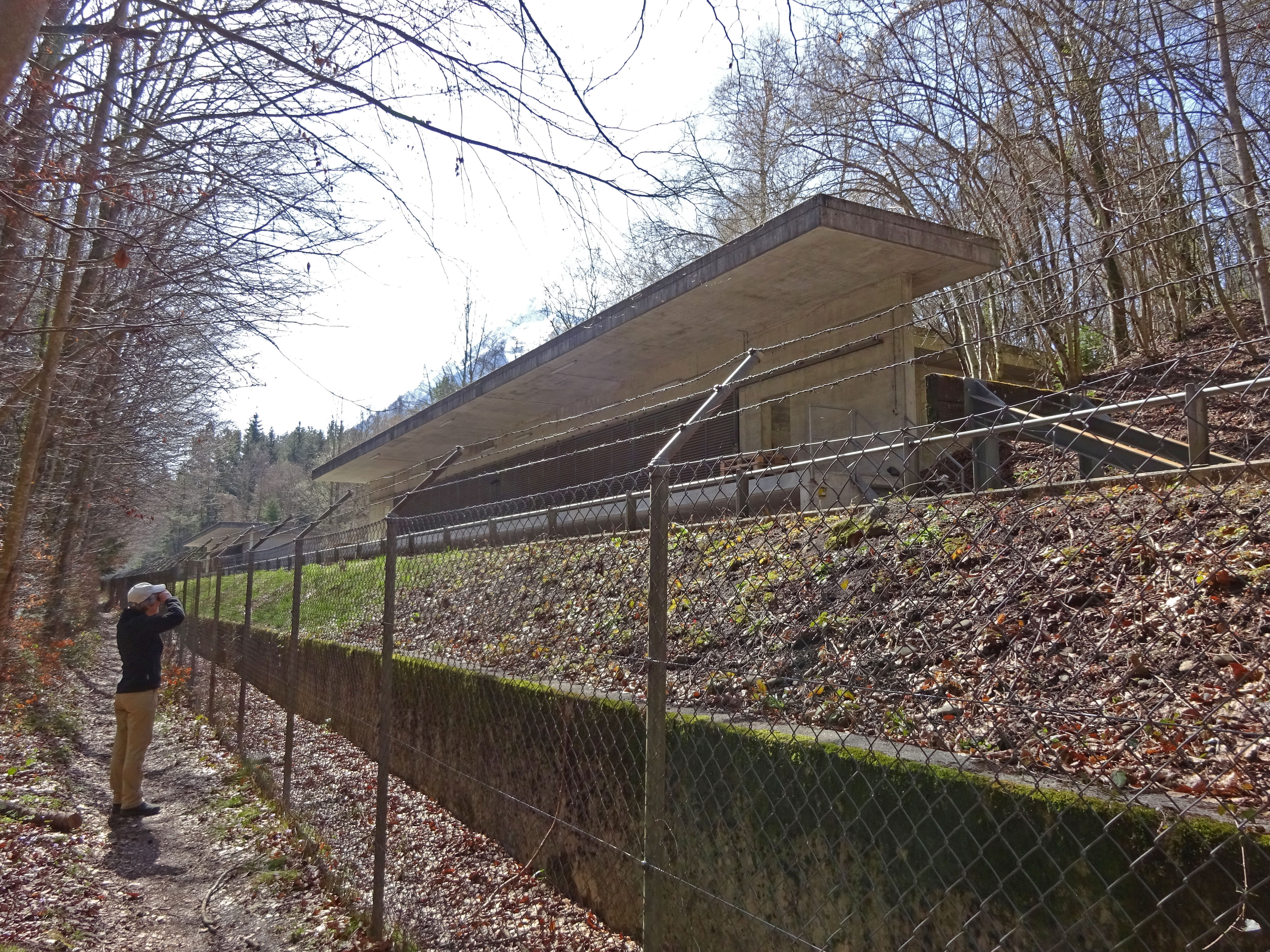
Pulverfabrik Wimmis "Bahnhof"

## Sperrstelle Spiezmoos-Spiezwiler

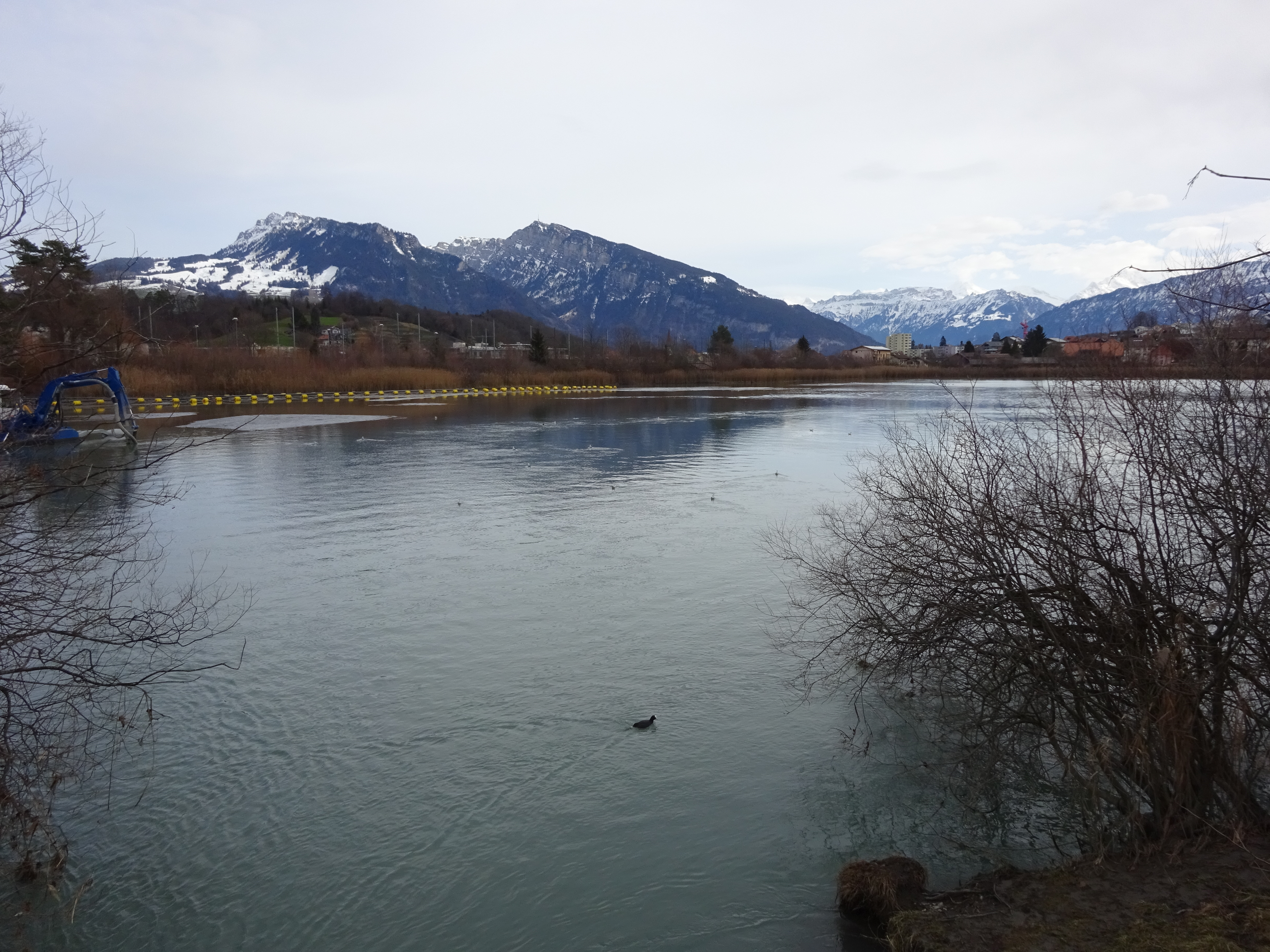
Stauweier Spiezmoos

Die Sperrstelle (Armeebezeichnung Nr. 2224) im Raum Spiezmoos-Spiezwiler ist die zweite befestigte Linie hinter der Kander und der Sperrstelle Einigen-Wimmis. Der Stauweier Spiezmoos wurde als natürliches Hindernis in die Sperrstelle integriert.
- Telefonzentrale A 2000 (abgebrochen) ⊙
- Telefonzentrale A 2001 (abgebrochen) ⊙
- FK-Schild A 2002 7,5 cm Feldkanone (FK) als Pak (beim Autobahnbau abgebrochen)		⊙
- FK-Schild A 2003 7,5 cm FK als Pak ⊙
- FK-Schild A 2004 7,5 cm FK als Pak ⊙
- FK-Schild A 2005 7,5 cm FK als Pak ⊙
- FK-Schild A 2006 7,5 cm FK als Pak ⊙
- FK-Schild A 2007 7,5 cm FK als Pak ⊙
- Permanente Minensperre T 1184, Autobahn, Ende 1991 aufgehoben		⊙
- Permanente Minensperre T 1187, Autobahnbrücke, Ende 1991 aufgehoben		⊙

## Gruppe Kander
Das Solothurner Infanterieregiment 11 (Füsilierbataillone 49, 50, 51) der 4. Division wurde mit dem Operationsbefehl Nr. 12 als Verstärkung der 2. Division unterstellt. Als Gruppe Kander bezog es im August 1940 den Verteidigungsabschnitt im Raum Spiez-Wimmis-Einigen, um mit seinen Füsilierbataillonen 49 und 50 die Kanderstellung (Kanderdelta Thunersee bis Wimmis) zu verteidigen. Die anschliessende Engnis von Wimmis wurde vom Territorialbataillon (Ter Bat) 174 gesperrt.
Die Gruppe Kander hatte den folgenden Auftrag (Befehl April 1941) für die Abwehrfront Kandermündung – Kanderlauf aufwärts bis Zusammenfluss mit Simme – Waldrand NE Pt 1456 – Pt 1456 – Pt 1327 – Nüschleten:
- hält die Kander von der Einmündung in den Thunersee bis Kapf und verhindert jeden Vorstoss gegen Spiez und Wimmis.
- verteidigt den Höhenkamm Kapf – Brodhüsi – Punkt (Pt) 1327 – Pt 1990 (Nüschleten) und verhindert jeden Vorstoss über den Heitiberg auf Erlenbach
- stellt Vorpostierungen auf der Linie Gwatt – Zwieselberg – Pt 1300 sowie zwischen Kapf und Lindenthal
- sperrt das Engnis von Wimmis Nord und Süd mit Ter Bat 174 um einen Einbruch in oder einen Ausbruch aus dem Simmental zu verhindern
- überwacht das linke Seeufer zwischen Thun und Spiez
- klärt auf gegen Jaberg – Uetendorf – Wattenwil